# Desmia strigivitralis
Espèce
Desmia strigivitralis est une espèce de lépidoptères de la famille des Crambidae. Elle a été décrite par l'entomologiste français Achille Guenée en 1854. On la trouve au Brésil.